# Лепидозаври
Лепидозаврите (Lepidosauria) са надразред влечуги, покрити с люспи. Таксонът включва змиите, гущерите, двуходките и хатериите.
За тях е характерно, че имат способността да губят и регенерират впоследствие опашките си, въпреки че, тази черта е била изгубена при някои съвременни видове. Освен това, в зависимост от видовете, някои лепидозаври могат да сменят кожата си на различен период от време. При гущерите обикновено се наблюдава частично отделяне на люспи, докато при змиите това става наведнъж.